# Національна дорога 33 (Польща)
Національна дорога 33 (пол. Droga krajowa nr 33, DK33) — національна дорога класу G у південній частині Нижньосілезького воєводства в долині Клодзко, довжиною приблизно 44,8 км. Проходить поздовжньо через привабливі туристичні райони долини Ниса-Клодзка. З'єднує Клодзко з найпівденнішою точкою Нижньосілезького воєводства, тобто кордоном з Чехією в Бобошуві.
Вся протяжність маршруту, включаючи дороги
- Клодзко — Нова Руда — Валбжих,
- Валбжих — Свебодзиці,
- Свебодзіце — Добромеж,
- Добромеж — Єленя-Гура

Раніше вона називалася Судетська арка.

## Допустиме навантаження на вісь
З 13 березня 2021 року на всій протяжності дороги дозволено рух транспортних засобів з навантаженням на одну ведучу вісь до 11,5 тонн.

### До 13 березня 2021 року
Раніше на автомобільну дорогу державного значення № 33 діяли обмеження щодо допустимого навантаження на одну вісь:
| Знак | Припустимий навантаження | Ділянка                                                         |
| ---- | ------------------------ | --------------------------------------------------------------- |
| DK33 | до 10 тонн               | Клодзько 46 — Бистшиця-Клодзька 392                             |
| DK33 | до 8 тонн                | Бистшиця-Клодзька 392 — Мендзилесе — Бобошув — державний кордон |

## Важливі міста вздовж маршруту DK33
- Клодзько (DK8, DK46) — об‘їзна
- Яшкова-Дольна
- Желязно
- Бистшиця-Клодзька — об‘їзна
- Вільканув
- Домашкув
- Мендзилесе
- Бобошув — кордон з Чехією